# Ed Hannigan
Ed Hannigan (né le 6 août  1951) est un dessinateur, écrivain et éditeur américain de bandes dessinées pour Marvel Comics et DC Comics.

### DC Comics
- Action Comics #666 (dessinateur) (1991)
- The Adventures of Superman #479, Annual #5 (dessinateur) (1991–1993)
- Aquaman Annual #2 (dessinateur) (1996)
- Atari Force #16, 19 (dessinateur) (1985)
- Batman: Legends of the Dark Knight #1–5 (dessinateur) (1989–1990)
- Deathstroke, the Terminator #39–40 (artiste) (1994)
- Green Arrow vol. 2 #1–6, 9–12, 15–16, 19–20, Annual#2 (dessinateur) (1988–1989)
- Hawkman vol. 2 #17 (dessinateur) (1987)
- Heroes Against Hunger #1 (rédacteur) (1986)
- League of Justice #1–2 (rédacteur/dessinateur) (1996)
- The New Teen Titans Annual #1 (dessinateur) (1985)
- Showcase '93 #1–4 (Catwoman) (dessinateur) (1993)
- Skull & Bones #1–3 (rédacteur/artist) (1992)
- Superman #408 (traceur) (1985)
- Superman vol. 2 #56 (dessinateur) (1991)

### Marvel Comics
- The Amazing Spider-Man Annual #17 (dessinateur) (1983)
- Black Panther #13–15 (rédacteur) (1979)
- The Defenders #58–61, 66 (dessinateur); #67 (rédacteur/dessinateur), #68, 70–75, 78–91 (rédacteur) (1978–1981)
- Giant-Size Man-Thing #4–5 (dessinateur) (1975)
- Kull the Destroyer #16–20 (dessinateur) (1976–1977)
- Marvel Premiere #42 (Tigra); #51–53 (Black Panther) (rédacteur) (1978–1980)
- Marvel Preview #4 (dessinateur) (1976)
- Planet of the Apes #5 (dessinateur) (1975)
- Power Man and Iron Fist #54–55 (rédacteur) (1978–1979)
- Son of Satan #6 (dessinateur) (1976)
- The Spectacular Spider-Man #60–62, 64, 66–67, 69–70, 72 (dessinateur) (1981–1982)
- Star Trek #17 (dessinateur) (1981)